# Euselasia charilis
Euselasia charilis är en fjärilsart som beskrevs av Bates 1868. Euselasia charilis ingår i släktet Euselasia och familjen Riodinidae. Inga underarter finns listade i Catalogue of Life.